# Джим Шеридан
Джим Шеридан (на английски: Jim Sheridan) е ирландски режисьор, драматург, сценарист и продуцент.
Роден е на 6 февруари 1949 година в Дъблин в семейството на чиновник в железниците. През 1972 година завършва Дъблинския университетски колеж, след което, заедно с брат си Питър Шеридан, започва да пише пиеси и двамата ръководят собствена театрална трупа. След престой в Канада и Ню Йорк той се връща в Ирландия и режисира поредица от филми с голям международен успех – „Моят ляв крак“ („My Left Foot“, 1989), „В името на Отца“ („In the Name of the Father“, 1993), „В Америка“ („In America“, 2002), „Братя“ („Brothers“, 2009).

## Избрана филмография
- „Моят ляв крак“ (My Left Foot, 1989)
- „В името на Отца“ (In the Name of the Father, 1993)
- „Боксьорът“ (The Boxer, 1997)
- „В Америка“ (In America, 2002)
- „Братя“ (Brothers, 2009)